# Le Grand Pardon
Le Grand Pardon is een Franse film van Alexandre Arcady die werd uitgebracht in 1982.
Deze misdaadfilm was Arcady's meest succesrijke film.

## Verhaal
Veel pieds noirs zagen zich tijdens de Algerijnse oorlog verplicht Algerije te ontvluchten richting Frankrijk. Zo ook de familie Bettoun, een clan van joodse pieds noirs, die zich opgewerkt heeft in de Parijse onderwereld en het daar nu voor het zeggen heeft. Ze vormen een bende gangsters die niets of niemand ontzien, en al zeker de concurrerende Franse en Arabische bendes niet. 
Patriarch Raymond Bettoun heeft alle macht in handen. Hij is een joviale prille vijftiger, heeft een atletisch voorkomen, is sociaal heel vaardig maar kent ook heftige driftbuien. Zijn secondanten zijn zijn zoon Maurice, zijn neven Jacky, Roland en Albert, zijn vriend Pépé en zijn lijfwacht Samy. Ze controleren het milieu van de prostitutie, de casino's, de illegale spelen en boksmatchen waarbij ze afpersing noch geweld schuwen.
Dankzij de grote receptie ter gelegenheid van het doopfeest van zijn kleinzoon kan Raymond al zijn macht, organisatietalent en pracht en praal extra in de verf zetten. Die receptie wordt in het oog gehouden door commissaris Duché die evenwel nog nooit de familie Bettoun op heterdaad heeft kunnen betrappen. 
Een andere vijand van Bettoun is de jonge ambitieuze Pascal Villars die gezworen heeft de neergang van de Bettouns te bewerkstelligen, om dan hun plaats in te nemen.

## Rolverdeling
| Acteur                 | Personage                            |
| ---------------------- | ------------------------------------ |
| Roger Hanin            | Raymond Bettoun                      |
| Richard Berry          | Maurice Bettoun, de zoon van Raymond |
| Bernard Giraudeau      | Pascal Villars                       |
| Jean-Pierre Bacri      | Jacky Azoulay                        |
| Gérard Darmon          | Roland Bettoun                       |
| Jean-Louis Trintignant | commissaris Duché                    |
| Clio Goldsmith         | Viviane Atlan                        |
| Richard Bohringer      | Bernard van Eyck, 'le sacristain'    |
| Lucien Layani          | Raphaël Atlan, 'pépé'                |
| Anny Duperey           | Carole                               |
| Sam Karmann            | William Benamou                      |
| Jean Benguigui         | Albert Zécri                         |
| Armand Mestral         | Freddy Ambrosi                       |
| Robert Hossein         | Manuel Carreras                      |
| Serge Gainsbourg       | zichzelf                             |